# 三室戸敬光

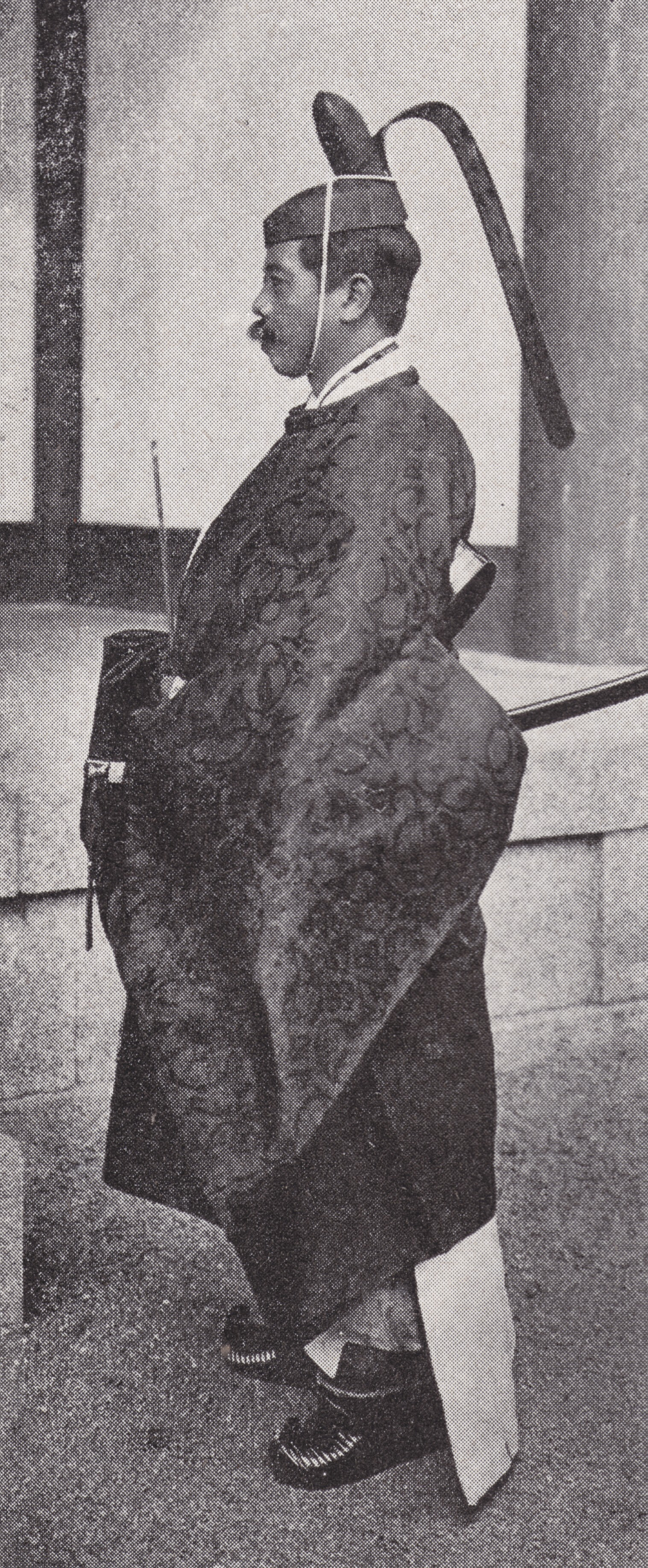
大正天皇の即位の大礼使事務官時の三室戸敬光（1915年）

三室戸 敬光（みむろど ゆきみつ、1873年（明治6年）5月18日 - 1956年（昭和31年）10月31日）は、日本の華族、宮内官、政治家。明治法律学校（現:明治大学）卒業。子爵。1925年（大正14年）から貴族院議員（会派は研究会）に互選。宮中顧問官。三室戸家9代当主。

## 経歴
京都で三室戸治光の子として誕生。1898年（明治31年）7月、明治法律学校を卒業し、宮内省へ奉職。1904年（明治37年）11月、文官高等試験行政科試験に合格。同年12月、宮内属に任官し、帝室会計審査官、内匠寮主事、内匠寮工務課長、皇后宮主事・会計課長、主猟頭などを歴任し、1921年（大正10年）10月、宮中顧問官に就任した。
1922年（大正11年）6月、子爵を襲爵した。1925年（大正14年）7月10日、貴族院子爵議員に互選される。
1930年（昭和5年）東京高等音楽学院（現国立音楽大学）学院長に就任（ - 1946年）し、1934年（昭和9年）東京高等音楽学院大塚分教場（現東邦音楽大学）を開設した。
1935年（昭和10年）の天皇機関説問題に際して、美濃部達吉を貴族院議員の辞職に追い込む。1939年（昭和14年）7月9日に貴族院議員の任期（7年2期）を終えた。戦後に公職追放となった。

## 栄典
- 1916年（大正5年）1月19日 - 勲五等双光旭日章[8]
- 1921年（大正10年）7月1日 - 第一回国勢調査記念章[9]
- 1940年（昭和15年）8月15日 - 紀元二千六百年祝典記念章[10]

## 昭和9年貴族院本会議
1934年（昭和9年）貴族院本会議で菊池武夫らと逆賊足利尊氏を礼賛することは輔弼にあたる大臣の任に堪えないとして、内閣総理大臣斎藤実に「しかるべき措置」を取るべきと、商工大臣中島久万吉の「足利尊氏論」（雑誌「現代」所収）を逆賊賛美と攻撃した。議会の内外でも右翼の執拗な攻撃が続き、宮内省にも批判の投書が殺到したため、中島は商工大臣を辞任せざるを得なくなった。さらに中島の爵位辞退をも要求し、斎藤の政治責任を追及したが、中島は爵位は辞退しなかった。
この足利尊氏論に関わる一連の顛末は、政治に対する軍部の介入と右翼の台頭に勢いを与え、翌年の天皇機関説事件の要因ともなる。翌1935年（昭和10年）に起こったいわゆる天皇機関説問題に際して、菊池武夫とともに美濃部達吉を追及し貴族院議員の辞職に追い込み、さらには国体明徴声明を岡田内閣に出させている。